# Планка
Планка (талпа, фосна) је исечено дрво у облику даске, али веће дебљине. Приликом сечења трупаца на гатеру или трачној пили могу се добити следећи полуфабрикати:
- окорак
- даска
- планка
- греда
- гредица
- летва

Пошто се планке исеку, обично се остављају неко време (годину дана) да се добро осуше или се стављају у сушару на вештачко сушење. Тада се планка може исећи на даске које одговарају њеној дебљини а од тих дасака се прави бродски под или ламперија.